# Fujifilm X-A1
Fujifilm X-A1 — беззеркальный системный цифровой фотоаппарат компании «Фудзифилм», младшая модель в серии камер с креплением X. Фотоаппарат оснащен байонетом X и КМОП-матрицей формата APS-C с кроп-фактором 1,5.
X-A1 анонсирован осенью 2013 года и предлагается в трёх вариантах расцветки: чёрном, синим и красным с серебряными вставками.
Камера поступила в продажу 1 ноября 2013 года и является наиболее доступной и компактной в линейке беззеркальных системных цифровых фотоаппаратов Fujifilm.

## Отличия от других моделей Fujifilm
Основные характеристики X-A1 схожи с представленным весной 2013 года Fujifilm X-M1. От старших моделей — X-Pro1 и X-E2 камеру отличает отсутствие видоискателя, поворотный ЖК-дисплей, уменьшенный вес и габариты.
В отличие от X-M1, оснащенного КМОП-матрицей «X-Trans», X-A1 оборудован более простым фотосенсором.

## Аксессуары
Компания Fujifilm выпускает ряд аксессуаров, совместимых со всеми фотоаппаратами с байонетом X, в том числе — с X-A1:
- Фотовспышки: EF-X20, EF-42, EF-20;
- Адаптеры: адаптер «M Mount Adapter» для совместимости с объективами с байонетом Leica M.

Аксессуары, совместимые только с X-A1:
- Дополнительный хват (модель HG-XA1);
- Кожаный получехол (модель BLC-XA1);